# Pedra Letícia
Pedra Letícia é uma banda brasileira de rock cômico formada no dia 11 de setembro de 2005 por Fabiano Cambota, Fabiano Áquila e Thiago Sestini na cidade de Goiânia, Goiás.
A banda conquistou sucesso na internet e um público com suas letras irreverentes, sendo uma referência no gênero rock cômico.
Nos anos de 2016 à 2018, o grupo fez parte do Programa do Porchat da TV Record., como banda oficial do programa.
O vocalista Fabiano Cambota, também é comediante stand-up e apresenta o programa A Culpa é do Cabral exibido pelo canal de televisão por assinatura Comedy Central., é filho de Ubaldo Fillol, ex-goleiro argentino.

## Carreira

### Antecedentes e formação da banda (2005 - 2006)
Antes da banda ser formada, Fabiano Cambota tocava em uma banda acústica em Bauru enquanto cursava Rádio e TV pela UNESP. Depois de se formar, ele retornou a Goiânia para trabalhar na Caixa Econômica e acabou conhecendo Fabiano Áquila, onde eles então formaram uma dupla e começaram a tocar rock no Falange Bar, que era administrado por Thiago Sestini e Carlos Eduardo. Após o bar de Thiago falir em 2005, no mesmo ano eles criaram a banda Pedra Letícia em 11 de setembro de 2005 e contrataram Thiago Sestini como percussionista da banda. Suas primeiras apresentações foram no Omelete Club, onde a banda tinha apenas um repertório de 4 músicas.
O nome da banda deriva de uma brincadeira de Renato Aragão (Didi), ao cantar a música tema ("Bijuterias", de João Bosco) da novela O Astro, porém substituindo o verso "Minha pedra é ametista" por "Minha Pedra Letícia". O grupo também brinca com o fato de serem goianos e não fazerem música sertaneja, mas não gostam de classificar seu estilo musical.

### Sucesso e contrato pela EMI (2007 - 2009)
Em 2007, um videoclipe amador da música "Como que ocê pôde abandoná eu?" com um áudio de qualidade baixa retirado de um dos shows e com slides de imagens do Google foi publicado no Youtube por um fã e acabou viralizando na internet com um número de acessos ultrapassando cinco milhões de visitantes. Isso acabou lotando a agenda da banda com apresentações da banda pelo interior de todo o Brasil. Pouco tempo depois de viralizar, o grupo foi convidado para mostrar suas músicas com humor contagiante em programas de televisão como “Tudo é Possível” (RecordTV), programa Bastidores (Multishow), Domínio MTV (MTV) e Programa Fantástico (Globo) e em programas de rádio consagrados do país como o Programa Pânico (Jovem Pan), Hora do Ronco (Band FM) e Transalouca (Transamérica), além de aparecerem em revistas e jornais de todo país (Capricho, Rolling Stones, O Globo, Extra, O Dia, O Popular, Diário da Manhã, Estadão, entre outros).
Não demorou muito tempo para que banda recebesse propostas de várias gravadoras, decidindo assinarem com a gravadora EMI em 2008, que foi a única gravadora que não quis montar um projeto comparando o Pedra Letícia com os Mamonas Assassinas. Em setembro de 2008 foi lançado o álbum de estreia homônimo "Pedra Letícia" pela gravadora EMI e produzido pelo ex-guitarrista do Herva Doce e produtor musical Marcelo Sussekind, com participação especial de Reginaldo Rossi na faixa "Em Plena Lua de Mel". As músicas "Como que ocê pode abandonar eu" e "Teorema de Carlão" se tornaram populares, com esta última se tornando um hit nas rádios cariocas.. Esse ano foi marcado também pela entrada do baterista Zé Junqueira e do guitarrista Everton Queiroz, que foi temporariamente contratado e depois foi substituído por Fábio Pessoa.
Em 2009, a banda venceu o concurso "Garagem do Faustão", quadro do programa dominical Domingão do Faustão com o videoclipe da música "Teorema de Carlão". Neste mesmo ano a banda teve que lidar com uma série de problemas como a dificuldade de liberação de músicas do álbum, atraso da transportadora de discos e a falência da gravadora EMI Music Brasil, na qual eles estavam contratados, fazendo com que uma grande parte dos CDs não chegassem nas lojas e fosse mais difícil ter acesso para comprar o DVD, Fabiano Cambota então resolveu colocar as músicas do álbum para download gratuito no extinto site da banda.

### Nova formação, Eu Sou Pedreiro e Musica Divertida Brasileira (2010 - 2015)
No ano de 2010 foi lançado o primeiro DVD ao vivo da banda chamado "Pedra Letícia Ao Vivo e Sem Retoques", que foi lançado com a intuição de mostrar como é a banda nos shows já que no CD é mais limitado mostrar o lado humorístico da banda.
No final de 2010, os membros Fabiano Áquila e Fábio Pessoa decidiram seguir carreira solo e foram substituídos pelo baixista Kuky Sanchez e guitarrista Xiquinho Mendes.
O Pedra Letícia fez uma pequena turnê em Curitiba. A banda preparou uma gincana na capital paranaense envolvendo terem espalhados pela cidade quarenta pedras contendo brindes exclusivos incluindo DVDs, adesivos, ingressos, vale-camarim e vale-van para ir ao show junto com o grupo. Cada pedra tinha um adesivo explicativo com as instruções para a retirada do prêmio, que foi feita nos quiosques do Disk Ingressos. O ganhador deveria enviar um e-mail com os dados pessoais, além de falar onde achou a pedra para receber o prêmio. As dicas para encontrar as pedras foram passadas por uma conta do Twitter exclusiva da banda chamada "@GincanaPLeticia". Com as dificuldades que passaram por não conseguirem tirar lucro com o primeiro álbum de estúdio e uma queda de shows da banda, o vocalista Cambota começou a fazer stand-up comedy para conseguir dinheiro para se manter. Sendo comediante ele começou a aparecer no programa Comedy Central e fazer vídeos pro Youtube, o que serviu para divulgação da banda.
Em 2011, foi lançado o segundo álbum de estúdio da banda chamado "Eu sou Pedreiro", que foi produzido pelo produtor musical Tadeu Patolla em São Paulo, além de ter a participação de humoristas como Thales Augusto, Gus Fernandes e Danilo Gentili que ajudaram a compor algumas músicas do álbum.
No 2014, a banda iniciou, junto com Rafael Cortez, o Projeto Música Divertida Brasileira (MDB), que mais tarde foi lançado como terceiro álbum da banda. O MDB é um projeto que busca resgatar músicas populares que embalaram em momentos significantes de gerações mais antigas. Ainda em 2014, o baterista Zé Junqueira sai da banda, sendo substituído pelo baterista Pedro Torres.

### Rockomédia Acustica e Programa do Porchat (2016 - 2018)
Em 2016, a banda lançou o álbum ao vivo "Rockomédia Acustica - Pedra Letícia", gravado no dia 11 de setembro de 2015 no Teatro do Colégio Marista em Goiânia, cidade natal e aonde aconteceram os primeiros shows da banda. O DVD teve a direção musical de Xiquinho Mendes e Pedro Torres, produção pelo Thiago Sestini, roteirização por Fabiano Cambota e direção de vídeo por Gustavo Bilinsky da produtora Cut Filmes, além de selar a primeira parceria da banda com os fãs no financiamento coletivo Kickante. Neste ano também teve a saída do percussionista Thiago Sestini.
A banda Pedra Letícia foi contratada como a House band do talk show brasileiro Programa do Porchat na RecordTV. A banda permaneceu entre 2016 até o fim do programa em 2018. Nesse mesmo ano, eles lançam seu terceiro single chamado "Rotina" pela Pisces Records.

### Velhos Goianos - Começou Risare e álbuns ao vivo (2019 - Atualmente)
No ano de 2019, a banda lançou seu quarto álbum "Velhos Goianos Começou Risare", gravado no estúdio Sonastério em Belo Horizonte e sendo totalmente produzido pela banda com instrumentos e vocais gravados ao vivo. O novo trabalho também traz canções românticas, narrativas mais profundas, provocações, além da clássica pluralidade de ritmos, que vai do country ao baião. O álbum contou com a participação do músico Rick Ferreira e das bandas Maneva e Orquestra Brasileira de Música Jamaicana. No final do mesmo ano lançou o terceiro álbum ao vivo "Pedra Leticia no Estúdio Showlivre".
Em 20 de junho de 2020 foi feita uma live da banda nos Estúdios 624 cantando Hits como “Ela Traiu o Rock’n Roll”, música de Fabiano Cambota com o humorista Danilo Gentili, “Teorema de Carlão/Pega uma Baranga”, “Como que ocê pôde Abandoná Eu”, “Eu Não Toco Raul”, “Funcionário do Mês”, “Caretão” e muitas outras estarão no repertório da apresentação.
No dia 11 de agosto de 2021, a banda lança o álbum ao vivo duplo "Live de 15 Anos", que acabou alcançando a posição 94 na parada do Apple Music Brasil.

## Discografia

### Álbuns de estúdio
- Pedra Letícia (2008)
- Eu sou Pedreiro (2011)
- MDB: Música Divertida Brasileira (2016)
- Velhos Goianos - Começou Risare (2019)

## Turnês
- MDB – Música Divertida Brasileira (2016-2017)
- Pedra Letour 2021 (2021-presente)

## Formação

### Atuais
- Fabiano Cambota - vocal, violão, Guitarra (2005 - presente)
- Kuky Sanchez - baixo (2010 - presente)
- Pedro Torres - bateria (2014 - presente)

### Antigos
- Fabio Pessoa - guitarra (2009 - 2010)
- Fabiano Áquila - baixo (2005 - 2010)
- Zé Junqueira - bateria (2009 - 2014)
- Thiago Sestini - percussão (2005 - 2016)
- Xico Mendes - guitarra (2010 - 2025)

### Contratados
- Everton Queiroz - guitarra (2009)
- Igor Thomaz - saxofone (2016 - 2018);(Programa do Porchat)
- Thiago Menegatto - teclado (2016 - 2018);(Programa do Porchat)